# フレデリック・バスティア
フレデリック・バスティア（Frédéric Bastiat, 1801年6月30日 - 1850年12月24日）は、フランスの経済学者。古くは巴士智亜やバスチアーとも表記された。

## 略歴
フランス南部の港町バイヨンヌで生まれた。父は実業家であった。母は7歳のとき、父は9歳のときに死去した。祖父やおばによって育てられる。家業をつぐため17歳で学校を中退した。貿易にかかわる中で経済を学ぶ。さらに哲学、歴史、政治、文学、宗教など複数の分野の学問を独学した。特に古典的自由主義者のジャン＝バティスト・セイに感化された。
フランス7月革命に影響を受けたあと、1831年にバイヨンヌの治安判事に任命され、それから翌年、県議会議員になった。イギリスの穀物法にからみ、リチャード・コブデンと反穀物法同盟を支持した。自由貿易協会を1846年に創設。フランス学士院の会員に選ばれる。1848年の二月革命後にはフランス立法議会の議員に選出された。『見えるものと見えないもの』というエッセイの中で、政府は自分たちが何か「社会貢献」をすればそれを自画自賛するが、「やらなかったこと」には言及しない、といった指摘をしている。はっきりと世間に見えることは吹聴するが、見えない結末や行わなかった事象（本当に必要な制度改革や援助、福利厚生）は見ない。彼はそうした政府の効能を説くような議論を攻撃し、自由主義者を活気づけた。
1845年に『経済弁妄』（林正明訳　丸家善七 1878年）を書き上げる、その後、1849年に『理財要論』（山寺信炳訳 博文社　1880年）、1850年には『経済調和論』（土子金四郎訳 哲学書院 1888年）や『La Loi』 (未邦訳)を刊行した。
1850年12月24日にイタリアのローマで結核によって死去した。

## 著書
- 1845年-1848年 『経済弁妄』 Sophismes économiques
- 1845年　Pétition des fabricants de chandelles,Journal des Économistes,1845年10月号若くはSophismes économiques,cho 7
  - 『自由の経済学内嘆願書』、監修渡瀬裕哉、 パシフィック・アライアンス総研株式会社 、2021年
  - 『ロウソク製造業者組合の請願書』、蔵研也訳
- 1849年 『理財要論』 Capital et rente
- 1850年　Ce qu'on voit et ce qu'on ne voit pas
  - 『自由の経済学内目に見えるもの、目に見えないもの』、監修渡瀬裕哉、 パシフィック・アライアンス総研株式会社 、2021年
  - 『見えるものと見えないもの』、蔵研也訳
- 1850年 『経済調和論』 Harmonies économiques
  - 経済調和論抜筆　講述土子金四郎博士、哲學書院、明治21年
- 1850年 『La Loi』 邦訳pdf